# Jacques Auriac
Pour les articles homonymes, voir Auriac.
Jacques Auriac, né le 3 mars 1922 à Paris et décédé à Avranches le 10 septembre 2003, est un peintre, affichiste et graphiste français.

## Biographie
En 1937, il visite l'Exposition universelle de Paris où le « Pavillon de la publicité » déclenche sa vocation. Il étudie à l'École des beaux-arts de Bourges (1940-1941) puis à l'École des beaux-arts de Paris (1941-1943). Il participe au Salon de l'imagerie en 1946 et au Salon de la Société des artistes décorateurs en 1948. Il rencontre ensuite l'imprimeur-éditeur d'affiches Guy de la Vasselais avec qui il collaborera. Jacques Auriac devient ensuite président du syndicat national des graphistes puis enseigne l'art de l'affiche à l'École supérieure d'arts graphiques Penninghen (ESAG) de 1981 à 1995. En 1997 il part s'installer à Saint-Jean-le-Thomas dans la Manche. Affichiste exceptionnel, Jacques Auriac est aussi un peintre renommé. Entre réalité et rêve, il sait faire éclater la couleur avec un grand talent. Dans les années soixante-dix Jacques Auriac commence à peindre pendant les vacances d’été dans sa maison de Saint-Jean-le-Thomas, tout d’abord des craies et des pastels puis des huiles. Tout en poursuivant son activité d’affichiste avec notamment une série d’affiches pour le Conseil général de la Manche, Jacques Auriac va continuer à peindre s’inspirant de thèmes marins, de natures mortes, bouquets et  paysages mis en valeur par sa palette forte en couleurs.
En son honneur, une exposition d'une cinquantaine d’œuvres, huiles, craies, pastels et gouaches a été présentée au public en octobre 2011 à Saint-Jean-le-Thomas dans la salle des arts nommée "Espace Jacques Auriac".
Il est inhumé à Saint-Jean-le-Thomas.

## Récompenses
- 1962 : Lip, il obtient la médaille d'argent du prix Martini
- 1963 : Bally, il obtient encore la médaille d'argent du prix Martini
- 1965 : Bata, il obtient la médaille d'or du prix Martini
- 1970 : Grand prix national de l'affiche, Société Générale
- 1973 : Grand prix national de l'affiche, Gauloises longues
- 1982 : Grand prix national de l'affiche, Bally
- 1983 : Grand prix national de l'affiche, Loto
- 2000 (?) Citoyen d'honneur de la ville de Souillac

## Expositions collectives
En France il expose au Musée des arts décoratifs, à la Bibliothèque nationale, au Musée de l'affiche, au Centre de l'affiche de Toulouse et à la Bibliothèque Forney. Il exposera aussi à Moscou, Stockholm, Varsovie, Copenhague, Dresde et Essen.